# Verkhóvaia
Verkhóvaia (en rus: Верховая) és un poble del krai de Krasnoiarsk, a Rússia, que en el cens del 2010 tenia 155 habitants. Pertany al districte de Zaoziorni.